# Formosanska språk

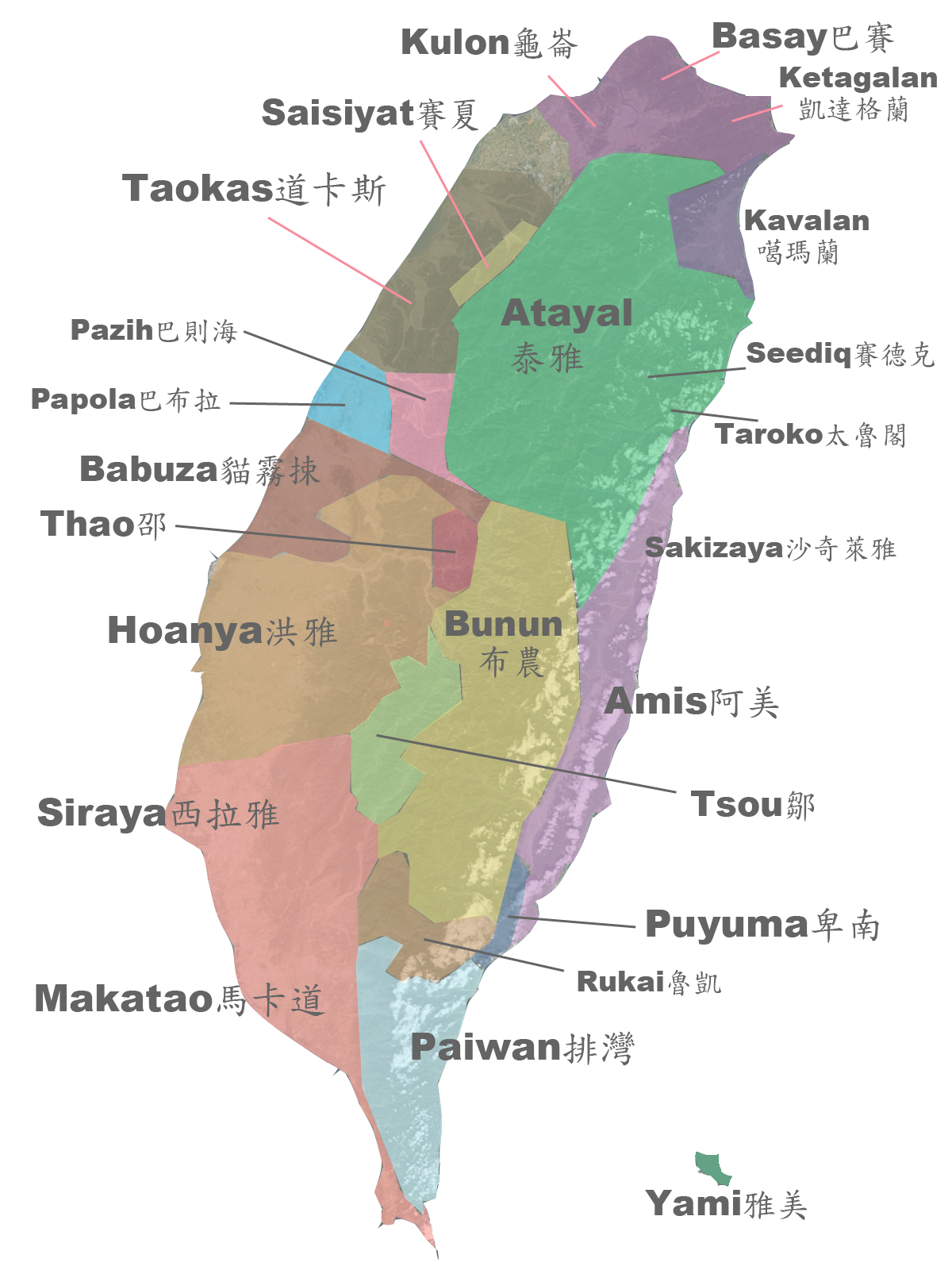

Formosanska språk är en gemensam beteckning på det fåtal austronesiska språk som inte tillhör den malajo-polynesiska språkfamiljen. Samtliga formosanska språk talas av Taiwans urinvånare.

## Levande språk
- Atayal (泰雅語)
- Bunun (布農語; stora dialektskillnader)
- Amis (阿美语; stora dialektskillnader, klassas ibland som separata språk)
- Kanakanabu (那卡那富鄒語; utdöende)
- Kavalan (噶瑪蘭語; i vissa källor klassat som utdöende[1], i andra källor som levande språk[2])
- Paiwan (排灣語)
- Pazeh (巴宰語; utdöende, har bara en levande modersmålstalare)
- Saisiyat (賽夏語)
- Puyuma (卑南語)
- Rukai (魯凱語; stora dialektskillader)
- Saaroa (沙阿魯阿鄒語語; utdöende)
- Seediq (賽德克語; även Truku)
- Tao (även Yami)
- Thao (邵語; utdöende)
- Tsou (鄒語)

## Döda språk
- Babuza (貓霧捒語eller 法佛朗語)
- Basay (巴賽語)
- Hoanya (洪雅語)
- Ketagalan (凱達格蘭語)
- Makatao
- Popora
- Siraya (西拉雅語)
- Taivoan
- Taokas (道卡斯語)